# Dead Nation
Dead Nation är ett Shoot 'em up-spel till Playstation 3 utvecklat av Housemarque. Spelet släpptes i slutet av 2010 via Playstation Network och kan spelas enskilt, co-op och online. Dead Nation utspelas i en värld där en zombie-epidemi råder och det är spelarens uppgift att döda dessa zombies. Spelet var ett av de spel som Sony erbjöd som kompensation för den tid Playstation Network legat nere på grund av säkerhetsproblem. I februari 2014 tillkännagavs en Playstation 4-version av spelet med titeln Apocalypse Edition. Ett nedladdningsbart paket vid namn Road of Devastation släpptes vid lanseringen, medan huvudspelet var gratis för Playstation Plus-prenumeranter under mars 2014.